# Einbecker Eulenfest

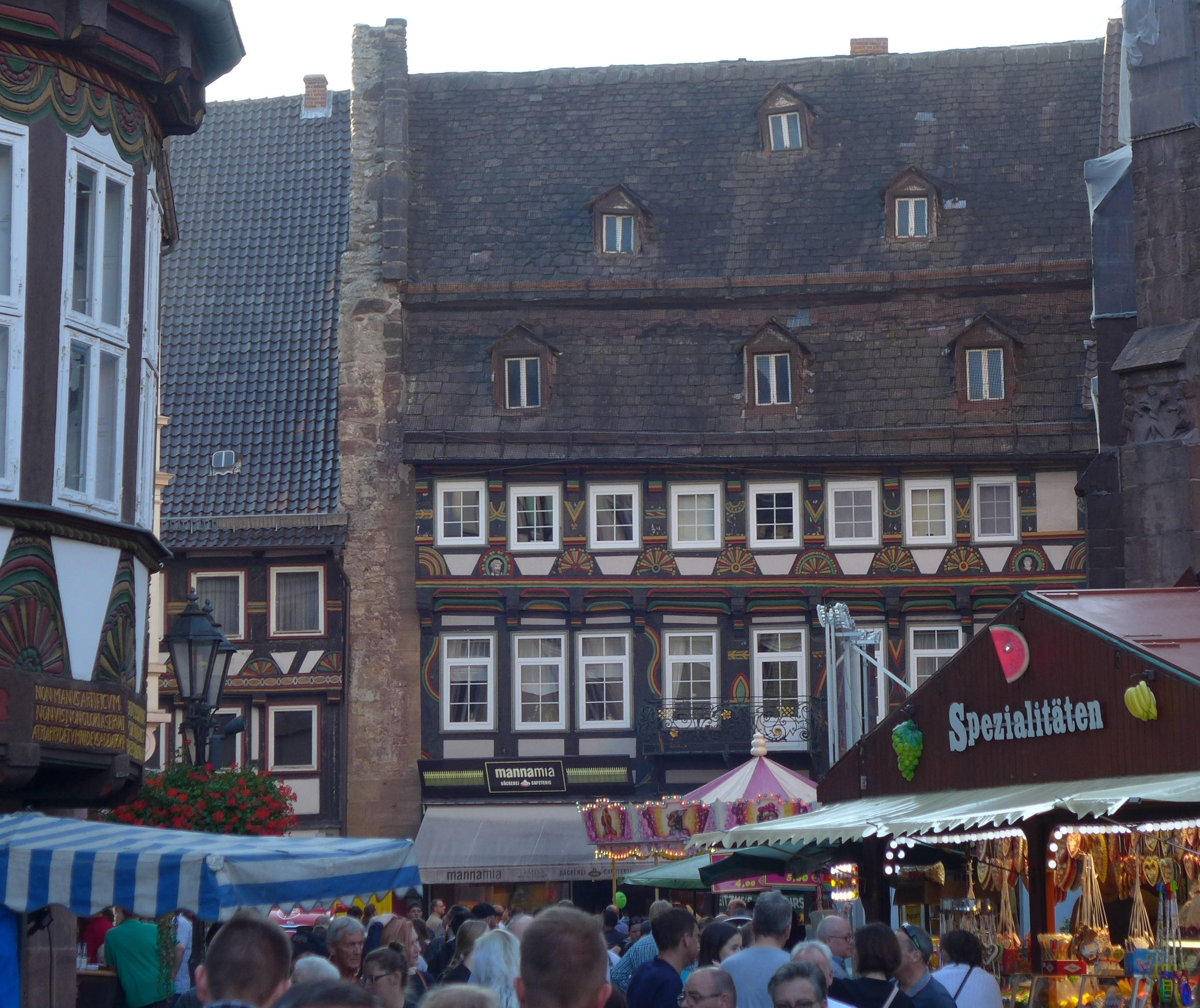
Eulenfest 2018 (Marktplatz vor der Marktstraße)

Das Einbecker Eulenfest ist ein jährlich am zweiten Wochenende im Oktober gefeiertes Stadtfest in der südniedersächsischen Stadt Einbeck.

## Geschichte
Zu Pfingsten wurde ein Stadtfest vom 31. Mai bis 2. Juni 1974 als „Eulenspiegelei - Tage der Herzlichkeit“ zwischen dem Marktplatz und dem Bahnhof Einbeck Mitte anlässlich der seit 1962 bestehenden Partnerschaft mit der französischen Stadt Thiais in der Region Île-de-France veranstaltet.
Der Schlagersänger Billy Mo trat hier auf. Unter Beteiligung der Einbecker Werbe- und Parkgemeinschaft war aufgrund der guten Resonanz des Stadtfestes ein jährliches Traditionsfest zu etablieren. Der Kaufmann Walter Schmalzried, Juniorchef des Kaufhauses Schünemann, bezog sich dabei auf Erfahrungen aus seiner oberschwäbischen Heimatstadt Ravensburg die das Rutenfest veranstaltet. Der Weinhändler Rolf Bremeyer prägte den Werbeslogan „In Einbeck ist die Eule los!“. Im Sommer 1974 starteten die Vorbereitungen für ein Bürgerfest unterstützt von zahlreichen Beteiligten, darunter Stadtdirektor Heinrich Keim, Claus Spörer, Leiter der örtlichen Volkshochschule und  Hans-Georg Wunram, Redakteur der Einbecker Morgenpost und als Organisator Bruno Witte aus Salzderhelden. Vom 9. bis 12. November 1974 wurde das erste „Einbecker Bürgerfest“ veranstaltet, mit einem damals sehr seltenen verkaufsoffenen Sonntag. Zu den Attraktionen zählten zahlreiche Fackeln zur Beleuchtung der alten Verteidigungsanlagen und ein Sternmarsch von rund 800 Kleinkindern zum Marktplatz. Daneben gab es mehrere Fahrgeschäfte, Auktionen, einen Flohmarkt, einen Bier-Treck, eine Oldtimer-Fahrzeugschau, der Shanty-Chor und Musikkapellen, ein Zapfenstreich, Kutschfahrten, ein Film-Festival. Aus der Feldküche des Deutschen Roten Kreuzes (DRK) gab es Erbsensuppe. Bereits das 2. Einbecker Bürgerfest im November 1975 hatte einen erheblichen Besucherstrom zur Folge. In der Folge wurde aus dem Einbecker Bürgerfest nur noch das „Eulenfest“. Seit 1977 gilt das zweite Wochenende im Oktober als festen Termin für das Stadtfest. Ab 1982 wurde jährlich ein prominenter Musiker zum verkaufsoffenen Sonntag vorgestellt. Bis 1992 gehörte der „Bunte Abend“ im Wilhelm-Bendow-Theatersaal am Hubeweg zum Bürgerfest. Seit Oktober 1998 gehört auch ein Riesenrad zu den angebotenen Fahrgeschäften, 2017 mit dem neuen Hanse Rad, das auch als Botschafter des Hansetags Rostock 2018 sich vorstellte.
Heute ist das Eulenfest im Wesentlichen ein kleines Musikfestival, da nur wenige Fahrgeschäfte wie Karussell oder Looping-Fahrgeschäft zugelassen werden. Die Festmeile erstreckt sich vom Tiedexer Tor bis zum Möncheplatz, dem früheren Standort des Augustinerklosters. Die Hauptbühne, die 2014 von Rebecca Siemoneit-Barum moderiert wurde, befindet sich auf dem Marktplatz vor dem Chor der Marktkirche. Zudem gibt es mehrere Nebenbühnen wie beispielsweise auf der Rückseite des Alten Rathauses. Traditionell erfolgt zum Start des Festes ein Anstich des Bockbieres des Einbecker Brauhauses. Mit einer Besucherzahl von mehr als 100.000 gilt es als größtes derartiges Fest der südniedersächsischen Region.

## Eulenfest Musikkünstler
Auf dem Eulenfest sind bereits zahlreiche bekannte Musiker der Genres Rock, Metal, Blues, Folk, Reggae, Elektro und Hip-Hop aufgetreten, darunter aber auch viele Schlagersänger als Stargast::
| Jahr | Künstler (Auswahl)                                     |
| ---- | ------------------------------------------------------ |
| 1982 | Original Oberkrainer Quintett                          |
| 1983 | Tony Marshall                                          |
| 1984 | Peter Petrel                                           |
| 1985 | Costa Cordalis                                         |
| 1986 | Ireen Sheer                                            |
| 1987 | Nino de Angelo und Cindy & Bert                        |
| 1988 | wegen Bauarbeiten auf dem Marktplatz kein Stargast     |
| 1989 | kein Stargast                                          |
| 1990 | Mike Krüger (Klaus und Klaus wegen Krankheit abgesagt) |
| 1991 | Goombay Dance Band                                     |
| 1992 | Frank Zander                                           |
| 1993 | Nicki                                                  |
| 1994 | Roberto Blanco                                         |
| 1995 | Jürgen Drews und Kristina Bach                         |
| 1996 | Judith & Mel                                           |
| 1997 | Andrea Jürgens und Ibo                                 |
| 1998 | Andreas Martin                                         |
| 1999 | Nicole                                                 |
| 2000 | Bernhard Brink und Marcus                              |

| Jahr | Künstler (Auswahl)                                                       |
| ---- | ------------------------------------------------------------------------ |
| 2001 | Nicole (Michelle wegen Krankheit abgesagt)                               |
| 2002 | Patrick Lindner                                                          |
| 2003 | Andrea Berg                                                              |
| 2004 | Claudia Jung                                                             |
| 2005 | Bata Illic                                                               |
| 2006 | DJ Ötzi, Bosse, Itchy Poopzkid                                           |
| 2007 | Andy Borg, Crayfish                                                      |
| 2008 | Helene Fischer, Alpha Academy, Panik                                     |
| 2009 | G.G. Anderson, Alpha Academy, Bosse, Ohrbooten, Raggabund                |
| 2010 | Mary Roos, Transmitter                                                   |
| 2011 | Christian Lais, Alpha Academy, Bosse, Das Pack, Get the Cat, Slow Horses |
| 2012 | Bernhard Brink und Simone, Transmitter                                   |
| 2013 | Michael Holm, Alex Mofa Gang, Killerpilze                                |
| 2014 | Jürgen Drews, Big Soul, HISS, Jay del Alma, Rockstah                     |
| 2015 | Claudia Jung, Sixtyfive Cadillac, Unzucht                                |
| 2016 | Nino de Angelo, Sarah Jane Scott, Van Holzen                             |
| 2017 | Mickie Krause, Dark at Dawn, StaatsPunkrott, apRon                       |
| 2018 | Michelle                                                                 |
| 2019 | Feuerherz, Sonia Liebing                                                 |

| Jahr | Künstler (Auswahl)                     |
| ---- | -------------------------------------- |
| 2020 | Abgesagt wegen der Corona-Pandemie     |
| 2021 | Abgesagt                               |
| 2022 | Marina Marx, Lorraine (Sabrina Klüber) |
| 2023 | Olaf der Flipper                       |
| 2024 | Ramon Roselly                          |